# 安檢所
安檢所（Inspection Office）為中華民國海洋委員會海巡署下最基層的行政單位。位於臺灣地區海岸各港口。主要工作負責船舶進出港安檢及海岸安全維護。安檢相關工作曾由各縣市政府警察局漁港分駐（派出）所、漁港駐在所等執行，海巡署成立後，海岸巡防及港口安全檢查劃歸海巡署負責，安檢所遂成為位於港口及沿海近岸的執法單位。

## 組織
海洋委員會海巡署下設北部、中部、南部、東部、金馬澎等地區分署，各地區分署下轄有岸巡隊，由岸巡隊視所轄港口規模及特性設立安檢所，並派任適階軍士官幹部擔任安檢所正副主管。大型港口安檢所主管一職最高可至中校階級，小型港口安檢所則可能派由士官擔任。

## 任務
依海岸巡防法 （页面存档备份，存于）規定，巡防機關及下設之安檢所執行安全檢查任務如下：
一、入出港船舶或其他水上運輸工具之安全檢查事項。 
二、海域、海岸、河口與非通商口岸之查緝走私、防止非法入出國、執行通商口岸人員之安全檢查及其他犯罪調查事項。

## 勤務
依據《海巡勤務》所列，安檢所內一般勤務可分為幾種:值班、安檢、守望、監卸、巡邏、備勤。視安檢所規模與大小適度調整。

### 值班
值班台為安檢所之指揮中心，24小時均派員負責值班，服務漁民進出港登記作業。另外並擔任警戒與指揮系統聯繫之作業。部份地區之安檢所因位處偏遠，或是就近無派出所與遊客服務中心，常成為附近民眾與觀光客之服務中心，故值班台亦成為安檢所之門面。

### 安檢
進出港的船隻均需經過海巡人員的安檢，故安檢所均配合派員執行此一勤務。

### 守望
監控海面船舶動態、繪製航跡描繪圖，並與雷達組共同監控台灣沿海船舶，防止走私偷渡。

### 監卸
於通報為可疑目標之船舶停泊地點，對其所卸之漁、貨品進行監控。

### 巡邏/灘岸搜索
重點時段針對轄區及重點地區之巡邏搜索。

### 港區水域巡邏
為有港巡艇之安檢所才需執行之勤務，對於港灣及雷達盲區以巡邏艇巡邏。

### 艇戒
於公務船舶停泊於非安檢所區時之任務派遣，以防巡邏艇遭破壞。

### 備勤
各級巡防勤務機構，應保留適當人員，在勤務單位內整裝待命，由幹部編組指揮運用，因應突發事件之機動支援或臨時勤務之派遣。

## 業務
1. ↑  .   [2018-09-12]. （原始内容存档于2021-01-20）.